# Pierre Webó
Pierre Achille Webó Kouamo (* 20. Januar 1982 in Bafoussam) ist ein ehemaliger kamerunischer Fußballspieler und heutiger Fußballtrainer, der auch die spanische Staatsangehörigkeit besitzt. Er ist der Cousin von Geremi Njitap. Seit 2019 gehört er dem Trainerstab des türkischen Erstligisten Istanbul Başakşehir an.

## Spielerkarriere

### Im Verein
Der Kameruner Pierre Webó wechselte im Jahr 2000 zum uruguayischen Topclub Nacional Montevideo, mit dem er in den folgenden beiden Jahren zwei Meistertitel holte. Nach Europa wechselte er im Sommer 2002 – zu CD Leganés aus der spanischen Segunda División. Obwohl er nur auf sieben Einsätze in seiner Premierensaison kam, erkannten die Verantwortlichen von CA Osasuna das Talent des jungen Afrikaners, so dass er 2003 nach Pamplona ging. Nach vier Jahren und u. a. dem Erreichen des Halbfinales gegen den FC Sevilla im UEFA-Pokal 2006/07 verließ Webó im Sommer 2007 seinen Club, um bei RCD Mallorca anzuheuern.
Zur Spielzeit 2011/12 wurde der Wechsel Webó in die türkische Süper Lig zu Eskişehirspor verkündet. Dieser Wechsel kam durch Uneinigkeiten später nicht zustande. Stattdessen wechselte Webó nach dem geplatzten Transfer zu Eskişehirspor zum Ligakonkurrenten Istanbul Büyükşehir Belediyespor. Bei den Istanbulern etablierte er sich sofort in der Stammformation. Mit 15 Saisontoren wurde er der treffsicherste Spieler seine Mannschaft und, zusammen mit drei weiteren Spielern, Zweiter der Torschützenliste der Saison 2011/12.
Im Sommer 2012 bekundeten mehrere türkische Erstligavereine Interesse an einer Verpflichtung Webó. Alle Transferbemühungen scheiterten jedoch an der zu hohen Ablösesumme. So startete Webó bei Istanbul BB in die neue Saison und erzielte in der Hinrunde neun Treffer.
Auf der Suche nach einem weiteren Stürmer verpflichtete Fenerbahçe Istanbul Webó zur Wintertransferperiode 2012/13. Webó unterschrieb einen Zweieinhalbjahresvertrag. Mit dem Vertragsende zum Sommer 2015 erhielt Webó von Fenerbahçe keine Vertragsverlängerung und verließ daraufhin diesen Klub nach zweieinhalbjähriger Zugehörigkeit.
Nach seinem Abschied von Fenerbahçe wechselte er innerhalb der Liga zum Aufsteiger Osmanlıspor FK und spielte hier bis zum Sommer 2017. Anschließend wurde er für eine Saison vom Zweitligisten Gazişehir Gaziantep FK verpflichtet.
Im September 2018 verließ er die Türkei und setzte seine Karriere bei Nacional Montevideo fort.

### Nationalmannschaft
Ab 2003 spielt Pierre Webó für die kamerunische Nationalmannschaft. Für das Nationalteam erzielte er beim 3:2-Sieg gegen die Elfenbeinküste während der Qualifikation zur Fußball-Weltmeisterschaft 2006 in Deutschland einen Hattrick. Bei der Fußball-Weltmeisterschaft 2014 in Brasilien absolvierte er sein letztes Länderspiel.

## Trainerkarriere
Seit dem 21. November 2019 gehört Webó dem Trainerstab des türkischen Erstligisten Istanbul Başakşehir an.
Am 8. Dezember 2020 kam es im Champions-League-Gruppenspiel gegen Paris Saint-Germain zu einer Auseinandersetzung zwischen Vereinsmitgliedern und Schiedsrichtergespann, nachdem Webó die rote Karte gezeigt wurde. Dieser fasste eine Äußerung des rumänischen Vierten Offiziellen als rassistische Beleidigung auf, woraufhin beide Mannschaften den Platz verließen; die Partie wurde beim Stand von 0:0 abgebrochen. Am Folgetag wurde die Begegnung ab der 15. Spielminute fortgesetzt. Sie endete mit einem 5:1-Sieg der Pariser. Weite Teile der Sportwelt solidarisierten sich angesichts des Vorfalls mit dem ehemaligen kamerunischen Nationalspieler. Die UEFA stellte im Nachgang fest, dass kein Rassismus, wohl aber unangemessenes Verhalten des Vierten Offiziellen vorgelegen habe. Dieser wurde deswegen bis Saisonende gesperrt, Pierre Webó wurde für sein unsportliches Verhalten vor der Roten Karte für ein Europacupspiel gesperrt.

## Titel und Erfolge
- Club Nacional de Football (2000–2002)
  - Uruguayischer Meister: 2000, 2001, 2002
  - Torschützenkönig der Copa Sudamericana: 2002

- Fenerbahçe SK
  - Türkischer Pokalsieger: 2013
  - Türkischer Meister: 2014
  - Türkischer Supercup-Sieger 2014
  - Halbfinalist der UEFA-Europa-League-Saison 2012/13